# Praxis (winkel)
Praxis, voluit Praxis Doe-Het-Zelf Center B.V., is een Nederlandse bouwmarktketen, met het hoofdkantoor in Amsterdam. De winkelformule is eigendom van Maxeda.

## Geschiedenis
Praxis is een van de grootste en bekendste doe-het-zelfketens in Nederland. Het bedrijf startte in 1978 in Venlo en anno 2020  telt het 195 vestigingen.

## Activiteiten
Het assortiment bestaat uit bijna 60.000 artikelen en er zijn onder andere diverse eigen merken en A-merken te vinden. Onder Praxis vallen drie formats: 
- City Box (Praxis City): stadswinkels met een basisassortiment. Qua vloeroppervlakte is deze winkel relatief klein (±350 m²).
- Mid Box (Praxis, Praxis Megastores, Praxis Megastores & Tuin): deze winkels hebben een beduidend groter assortiment met enkele specialisaties. Hier worden producten verkocht voor onderhoud, reparaties en ook kleine renovatie- en decoratieprojecten. De gemiddelde vloeroppervlakte is 4.100 m² variërend van 2.000 tot 15.500 m².
- Praxis.nl: Webshop waar klanten producten direct online aanschaffen, ze thuis laten bezorgen of ze ophalen in de winkel (klik & haal af).

In tegenstelling tot bijvoorbeeld Gamma, worden de meeste Praxis-vestigingen opgericht op initiatief van het hoofdkantoor. Er zijn echter 44 vestigingen die wel onder de naam Praxis opereren maar in handen zijn van particuliere ondernemers (zogenaamde franchisers).

## Formido-project
Vanaf 7 september 2017 werd gewerkt aan de ombouw van Formido-winkels naar Praxis-winkels. Om de klanten zo min mogelijk te belasten, bleven de winkels tijdens de verbouwing grotendeels open. Begin 2020 werd het project afgerond; in totaal waren er 44 Formido-winkels omgebouwd. De laatste ombouwen vonden plaats bij Praxis 's-Heerenberg en Praxis Nijkerk.